# 近藤雪竹
近藤 雪竹（こんどう せつちく、文久3年6月20日〈1863年8月4日〉 - 昭和3年〈1928年〉10月14日）は、江戸生まれの書家。名は富壽、字は考卿、雪竹は号。別号を聴泉楼主人という。落款には必ず「雪竹富壽」（号と名）と書いた。日下部鳴鶴に師事。

## 人物
日下部鳴鶴門中、屈指の書家で隷書を得意とし、明治から大正にかけて活躍した。鳴鶴の書法を忠実に守り、鳴鶴亡き後も同門を取りまとめ、数多くの門弟を輩出した。また、大正時代になり書道会や書道展の草創期にあって多数の書道団体で幹事や審査員などを歴任し、書の近代芸術としての地位確立に尽力した。

## 略歴
文久3年（1863年）江戸青山の山形藩水野侯の邸内で生まれる。幼い時から学問を好み漢学を井上葦斎に学んだ。書は明治12年（1879年）16歳の時、日下部鳴鶴の門に入り、傍ら巖谷一六の益を受けた。漢魏六朝の碑法帖を研究し、鳴鶴門の中心人物として談書会、日本書道会、文墨協会、健筆会、書道奨励協会、日本書道作振会、その他多数の書道団体で幹事、審査員となって活躍した。逓信省に明治18年（1885年）から大正12年（1923年）まで43年奉職し、従六位勲六等を賜り、昭和3年（1928年）65歳で歿した。

## 門弟
門弟には川谷尚亭、辻本史邑、菅谷幽峰、益田石華、佐分移山、松本芳翠、田中真洲、藤本竹香、沖六鵬などがいる。